# 李観
李 観（り かん、生年不詳 - 788年）は、唐代の軍人。本貫は河南府洛陽県。

## 経歴
刑部員外郎の李敬仁の兄弟の孫にあたる。若くして武芸を習い、沈着温厚で言葉少なく、将帥としての識見があった。乾元年間、策謀を朔方節度使の郭子儀に献じた。郭子儀はこれを善しとして、李観に命じて坊州刺史の呉伷を補佐させ、防遏使をつとめさせた。ほどなく李観は服喪のため辞職し、盩厔の別荘に居住した。
広徳元年（763年）、吐蕃が長安に進入して、代宗が陝州に逃れると、李観は盩厔で代宗の謁見を受けた。李観が郷里の子弟1000人あまりを率いて黒水の西を守ると、吐蕃人たちは近づこうとしなかった。嶺南節度使の楊慎微の上奏により李観はその下で偏将となり、広州の軍政を総べるのを助けた。徐浩や李勉が引き続き広州を統治すると、李観はさらに信任を加えられ、麾下の軍事をことごとく委任された。馮崇道や朱泚の乱を鎮圧した功績により、大将に累進した。李勉が滑州に移鎮すると、李観は殿中監として試用され、開府儀同三司の位を加えられた。長安に赴き、右龍武将軍の号を受けた。
建中4年（783年）、涇原の兵が反乱を起こしたとき、李観はときに徳宗のそばで宿直していたが、衛兵1000人あまりを率いて奉天につき従った。詔を受けて都巡警や諸軍の兵2000人あまりを数日間で召し加え、令狐建・李昇・韋清らとともに反乱鎮圧に奔走した。徳宗が長安に帰還すると、詔により李観は後軍禁衛を総べた。
興元元年（784年）閏10月、李観は四鎮北庭行軍涇原節度使に任じられ、兵部尚書を検校した。貞元3年（787年）、吐蕃との平涼の会盟において、渾瑊は無警戒であったが、李観は吐蕃の策謀を察知し、ひそかに精兵5000を選抜して険道に伏せておいた。渾瑊は逃げ帰ってきたが、李観の軍と駱元光の軍のおかげで危地を脱した。この年、李観は長安に入朝し、少府監に任じられ、工部尚書を検校した。貞元4年（788年）12月辛巳、病のため死去した。太子少傅の位を追贈された。

## 子女
- 李宏
- 李寓

## 伝記資料
- 『旧唐書』巻144 列伝第94
- 『新唐書』巻156 列伝第81